# 拉普蘭 (印第安納州)
拉普蘭（英語：Lapland）是位於美國印地安納州蒙哥馬利縣的一個非建制地區。該地的面積和人口皆未知。